# Hombre Radioactivo (personaje)
El Hombre Radioactivo (Inglés: Radioactive-Man) es la identidad de dos personajes, Chen Lu e Igor Stancheck, que aparecen en los cómics estadounidenses publicados por Marvel Comics.

## Historial de publicaciones
La versión de Chen Lu aparece por primera vez en Journey into Mystery # 93 (junio de 1963), y fue creada por Stan Lee y Jack Kirby.
La versión de Igor Stancheck aparece por primera vez en Black Panther Vol. 4 # 3 (junio de 2005) y fue creado por Reginald Hudlin y John Romita Jr.

## Historia

### Chen Lu
Chen Lu es un físico nuclear y un agente comunista en la República Popular de China. Primero aparece en Journey into Mystery # 93 (junio de 1963). Ordenado para encontrar una manera de derrotar a Igor Stancheck, que frustra la invasión de la India por parte del Ejército Rojo, el personaje se expone a pequeñas dosis de radiación hasta que es capaz de soportar un bombardeo masivo, convirtiéndose en el "Hombre Radiactivo" viviente. Él planea eventualmente tomar el control del mundo.
Viajando a Nueva York, Chen lucha contra Igor, y logra derrotar a Igor primera vez pero Igor hipnotiza a Chen para que arroje al río. Pero Chen puede levantarse en el río y derrota al villano, enviando a Igor a China, donde aparentemente explota.
El Hombre Radiactivo se convierte en un enemigo recurrente de Los Vengadores, siendo obligado por el Barón Zemo a unirse a los Maestros del Mal originales en un intento por destruir a los Vengadores. Él es el primero en enfrentarse a los Vengadores y pega al Capitán América y Giant-Man en el pavimento con un adhesivo, que Thor esquiva. Es derrotado por Giant-Man y Iron Man cuando lo encarcelan en bobinas de plomo. Luego es deportado a China. Igor reaparece con los nuevos Maestros del Mal, organizado por el robot Ultron. Los villanos, sin embargo, son traicionados por el Caballero Negro. Hombre Radioactivo y sus compañeros de equipo aparecen una vez más durante un desfile de Halloween y son derrotados por una coalición de superheroínas llamadas Damas Libertadoras.
Igor escapa y viaja a Vietnam, donde se une a los villanos rusos llamados el  Hombre de Titanio y Dínamo Carmesí como parte de un equipo llamado Tres Titanic. Actuando como luchadores contra el crimen en Vietnam, el trío es engañado por un estafador y ladronzuelo llamado Slasher y terminan luchando contra Los Vengadores hasta que se descubra el engaño. Después de un encuentro con Iron Man, los personajes se separan. Después de una humillante derrota de Kang el Conquistador en Giant-Size Avengers, que viajó en el tiempo, Igor se une a otra encarnación de los Maestros del Mal, liderados por Egghead, pero Igor fue derrotado por Ant-Man, Chen y deportado de vuelta Igor a China.
El Hombre Radioactivo continuó apareciendo en Iron Man, y es empleado por el enemigo de Iron Man, el Mandarín. Igor es empleado en su capacidad civil como físico por Stane International (asumido por Obadiah Stane). Hombre Radioactivo aparece en la novela gráfica Deathtrap: The Vault, entre otros supervillanos que intentan escapar de la Bóveda. Chen, sin embargo, ayuda a los héroes a prevenir la fusión de un reactor nuclear. Hombre Radioactivo también presenta en un número de Sensational She-Hulk y una vez más en Avengers.
Después de aparecer en el segundo volumen de Avengers que tiene lugar en un universo alternativo y brevemente en Thunderbolts, las de un solo disparo Heroes Reborn: Maestros del Mal, el tercer volumen de los Avengers, y el título del universo alternativo Exilios, Características de Chen en la serie limitada Avengers: Earth's Mightiest Heroes.
Chen intenta reformarse y en New Thunderbolts se une a los Thunderbolts, un equipo compuesto casi en su totalidad por supervillanos reformados. Durante la historia de Civil War, el personaje ayuda a los héroes Reed Richards  y Yellowjacket en la construcción de una prisión de detención para los superpoderes disidentes, y también lucha contra los héroes anti registro. Se produce un desarrollo importante en el título Thunderbolts cuando el grupo encuentra al miembro de Primigenios del Universo del Gran Maestro, Chen absorbe una cantidad excesiva de radiación y se ve obligado a usar un traje de radiación en todo momento. La radiación finalmente cede, pero el industrial Norman Osborn convence al personaje de retener el traje para distraer al público estadounidense de sus rasgos claramente asiáticos y sofocar cualquier temor persistente sobre su radioactividad. El Hombre Radioactivo aparece en un solo tiro Thunderbolts: International Incident, la serie limitada Avengers / Invaders, un disparo King-Size Hulk, y Thunderbolts: Reason In Madness antes de aparecer brevemente en la historia de Secret Invasion.
Como parte de los Thunderbolts, Igor luchó contra el Hombre Araña y Anti-Venom pero Chen se encaragará. durante la historia de New Ways to Die; durante la pelea, Anti-Venom drenó a una parte de sus poderes de radiación al Chen. Sin embargo, continuó con el equipo, persiguiendo al Caballero Luna. Chen fue uno de los aliados más fuertes de Pájaro Cantor dentro del equipo, a menudo apoyándola cuando luchaba contra Osborn.
Finalmente, siguiendo los eventos de Secret Invasion, Norman Osborn y Moonstone comenzaron el proceso de neutralizar a los miembros de los Thunderbolts que se opondrían a Osborn en su plan para explotar la invasión para su propia agenda personal, con el fin de obtener más poder. Osborn arregló que Igor fuera deportado a China, lo que provocó una salida agridulce que lo involucró a él y al Pájaro Cantor.
Igor en Los Poderosos Vengadores como parte de Fuerza de Defensa Popular, el grupo indígena de metahumanos de China. Chen demuestra que, en las proximidades, puede absorber con seguridad la radiación de los cristales de Xerogen inhumano y, presumiblemente, absorber de forma segura Niebla Terrígena. Sin embargo, la Fuerza de Defensa Popular es en gran parte derrotada por una entidad invasora conocida como The Unspoken, un antiguo rey depuesto de los Inhumanos. El Unspoken es derrotado en China por Los Poderosos Vengadores.
Durante la historia de la Era Heroica, un joven llamado Warhead apareció como un miembro de los Bastardos del Mal, afirmando ser el hijo de Chen. Se ha demostrado que tiene poderes similares, pero se suicidó en una explosión masiva que mató a cientos de personas.
Chen más tarde lanzó un dragón chino hecho de magia en la Reserva Federal del Banco. Mientras que el Capitán América, Iron Man, Migthy Thor, Visión y Chen lucharon contra el dragón chino, Miles Morales, Kamala Khan y Nova se encontraron con Chen. Los Vengadores mayores lograron destruir al dragón, pero al reunirse con sus pupilos, descubren que dejaron escapar al Chen. Los jóvenes héroes explican que se vieron obligados a dejar al Chen solo ya que había un hombre que necesitaba ser rescatado. Los Vengadores mayores están orgullosos de lo que hicieron los jóvenes héroes ya que los héroes están destinados a proteger a las personas en primer lugar y les da la bienvenida al equipo.

### Igor Stancheck
Aparece en el cuarto volumen de Black Panther, Igor Stancheck es un mutante ruso y es uno de varios mercenarios (incluidos Juggernaut, Batroc y el Caballero Negro del Vaticano), orquestado por Klaw para invadir el ficticio reino africano de Wakanda. El grupo hace un intento infructuoso de destruir el enorme montículo del vibranium metálico ubicado en el corazón del reino de Pantera Negra. Fue asesinado en combate por Shuri.

## Poderes y habilidades
Chen Lu era un humano normal hasta que estuvo expuesto a cantidades excesivas de radiación, que cambió el color de su piel a un verde iridiscente, y le permite manipular la radiación a través del espectro de microondas. Las habilidades incluyen la emisión de radiación en forma de calor, la radiación "dura" (infligiendo a los oponentes náuseas, mareos e intoxicación por radiación ) y la luz hipnótica. También puede absorber la radiación nuclear sin daño y convertirla en energía para uso personal, como la mejora de la fuerza o para cauterizar heridas, crear campos de fuerza y emiten radiación electromagnética para desactivar la maquinaria. Él ha demostrado la capacidad de dejar atrás las "píldoras de radiación", es decir, infundir suficiente radiación a una sola persona para provocar una intoxicación grave por radiación y permitir que la contaminación se propague en una gran población. Si bien se sugirió brevemente que su composición radioactiva junto con algunas mejoras adicionales de sus poderes lo habían dejado radiactivo y no podían tener contacto con personas no protegidas, se sentía reconfortado porque siempre había tenido el control total de sus habilidades. Aun así, durante su mandato en Dark Avengers, Norman Osborn reemplazó su traje original con un traje de radiación personalizado, ocultando sus rasgos orientales y sofocando cada miedo persistente sobre su maquillaje radiactivo. Chen Lu tiene un Ph.D. en física nuclear.
Igor Stancheck tiene los mismos poderes.

## Otras versiones

### Heroes Reborn
En el universo Heroes Reborn, creado por Franklin Richards, Hombre Radioactivo apareció como miembro de los Maestros del Mal de Loki.

### MC2
El Hombre Radioactivo todavía está activo en la realidad de MC2.

### Casa de M
El Hombre Radioactivo hace una aparición en la realidad de la Casa de M, en el equipo de villanos que intentaron sacar al Barón Von Strucker de la prisión. Fueron detenidos y detenidos por el Capitán Marvel (Carol Danvers), el ejército Kree y el Mayor Erik Josten.

## Otros medios

### Televisión
- La versión de Chen Lu de Hombre Radioactivo aparece en el segmento de Capitán América de The Marvel Super Heroes expresado por Gillie Fenwick. Él aparece como miembro del amo del mal del barón Heinrich Zemo.
- La versión Igor Stancheck de Hombre Radioactivo aparece en la serie animada Black Panther, con la voz de Rick D. Wasserman. Klaw lo envía a Wakanda y la princesa Shuri lo mata en la batalla.
- La versión de Chen Lu de Hombre Radioactivo aparece en The Avengers: Earth's Mightiest Heroes, primera temporada. En el episodio "Hulk Vs. el Mundo", hace un cameo como prisionero del Cubo. Reaparece en el episodio 20, "El Cofre de los Inviernos Pasados", brevemente, atacando el reactor Arc de la torre Stark", donde lucha contra Iron Man, Thor y Pantera Negra. El Hombre radioactivo es derrotado por los Vengadores cuando Thor explota las líneas de agua del edificio, eliminando al villano y al reactor. En el episodio "Asalto a 42", él (junto con otros villanos) se ofrece como voluntario para luchar contra la Ola de Aniquilación, lo que permite que el Hombre Absorbente absorba su radiación de forma estratégica, logrando aniquilar a un enorme enjambre de la Ola de Aniquilación. Aparentemente es asesinado cuando la Ola de Aniquilación aplasta una pasarela y lo deja caer en la Zona Negativa.
- La versión de Igor Stancheck de Hombre Radioactivo aparece en el episodio de la serie animada Avengers Assemble, "Los Vengadores Secretos", con la voz de Roger Craig Smith.[42] Esta versión está asociada con la Guardia Invernal y luce el traje y el diseño de Chen Lu. En algún momento, fue aprehendido por HYDRA y colocado en una cápsula a prueba de radiación para ser utilizado como una fuente de energía. Dínamo Carmesí había obtenido la llave de la cápsula para que la Guardia pudiera liberarlo. Cuando las instalaciones rusas desestabilizadas amenazaron a un pueblo cercano y los Vengadores Secretos afiliados a S.H.I.E.L.D. trabajaron con la Guardia Invernal para salvar la aldea, Dinamo Carmesí y Falcon liberan a Hombre Radioactivo que luego disuelve la instalación.

### Videojuegos
- La versión Chen Lu de Hombre Radioactivo aparece como un mini jefe en el videojuego Marvel: Ultimate Alliance, con la voz de James Sie. Es visto como un miembro de los Maestros del Mal del Doctor Doom y participa en el ataque al Helicarrier de SHIELD UNN Alpha. Hombre Radioactivo lucha contra los héroes junto con el Soldado del Invierno. Un disco de simulación tiene la Mujer Invisible batalla con el Hombre Radioactivo en el Helicarrier.
- La versión de Chen Lu del Hombre Radioactivo aparece como un jefe en las versiones de PSP, PS2 y Wii de Marvel: Ultimate Alliance 2, con la voz de Don Luce.
- La versión de Chen Lu de Hombre Radioactivo aparece como un personaje jugable en Lego Marvel Vengadores.
- La versión de Chen Lu del Hombre Radioactivo aparece en Marvel: Avengers Alliance 2.[43]